# Pharsalia cameronhighlandica
Pharsalia cameronhighlandica är en skalbaggsart som beskrevs av Hayashi 1975. Pharsalia cameronhighlandica ingår i släktet Pharsalia och familjen långhorningar. Inga underarter finns listade i Catalogue of Life.